# Torpeda Mark VII (amerykańska)
Mark VII (Bliss-Leavitt 5,2m x 45cm Mark VII) – pierwsza amerykańska torpeda parogazowa opracowana specjalnie dla okrętów podwodnych. Torpeda w pierwszej wersji miała 5,2 metra długości i 450 mm średnicy, przenosiła zaś głowice bojową z 93 kilogramami TNT. W roku 1912 zamówiono 240 sztuk tej amunicji. Opracowana pierwotnie jako Bliss-Leavitt 5,2m x 45cm Mark VII, w 1913 roku otrzymała zmienioną nazwę Mark VII według nowej systematyki amerykańskiej marynarki.